# Via Santa Reparata
 (juin 2022).
La via Santa Reparata est une rue du centre historique de Florence.

## Histoire

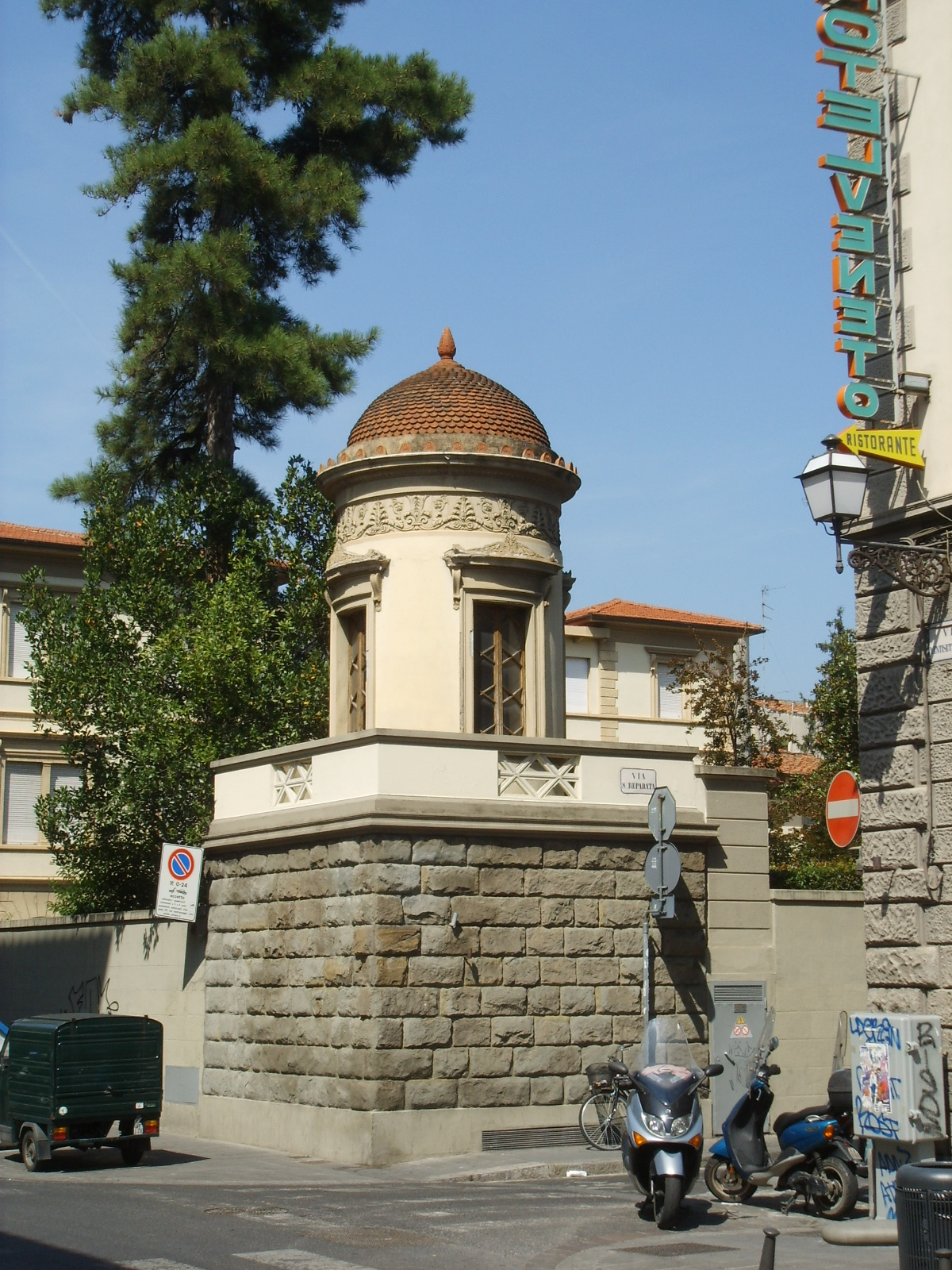
Le torrino de la villa Meyer

La Via Santa Reparata et la Via San Zanobi parallèle ont été créées à la fin du XIIIe siècle comme routes, parallèles à la voie romaine principale de la Via San Gallo, d'un nouveau développement urbain vers le nord qui incorporait de nombreux terrains souvent non construits dans les nouveaux murs d'enceinte de la ville. Comme ces terres appartenaient en grande partie au Chapitre de la cathédrale florentine, elles portaient le nom des saints patrons du diocèse : l'évêque Zénobe et Réparate de Césarée.
La Via Santa Reparata, en particulier, s'étendait à l'origine entre la via Guelfa et la via delle Ruote, et était traditionnellement appelée via del Campaccio, probablement à l'origine du nom de toute la zone, également connue sous le nom de Camporeggi (Campo Regio), toponyme conservé dans une rue latérale. Il se peut en effet que toute cette zone, à l'époque des Lombards d'abord et de Matilde di Canossa plus tard, ait été une grande réserve de chasse royale.
Bien que les archives administratives historiques de 1913 indiquent le nom actuel tel que décrété par les Officiali dei Fiumi en septembre 1636, le terme Campaccio revient encore dans la carte tracée par Ferdinando Ruggieri en 1731, documentant sa persistance bien au-delà de ce terme. 
Le dernier tronçon de la rue a été ouvert par l'administration municipale dans la dernière décennie du XIXe siècle, à la suite de la donation des parcelles de terrain nécessaires par l'entrepreneur Paolo Egisto Fabbri (1888), avec le développement important du quartier dans les premières décennies du XXe siècle dans un sens résidentiel et bourgeois. Deux dessins conservés dans les archives historiques de la municipalité de Florence et datés de 1887 semblent faire remonter le projet d'extension aux architectes Tito Gori et Luigi Baggiani. À l'exception de ce dernier tronçon, la rue a un caractère résidentiel populaire.

## Bâtiments
Le cloître du complexe Sant'Apollonia, la Villa Meyer, la maison de Gaetano Bianchi, l'église et le tabernacle des Battilani donnent sur la rue.

## Autres projets
- Wikimedia Commons contient des images ou des liens sur Via Santa Reparata

## Source
- (it) Cet article est partiellement ou en totalité issu de l’article de Wikipédia en italien intitulé « Via Santa Reparata » (voir la liste des auteurs).